# Valle di Altafossa
La Valle di Altafossa (Altfasstal in tedesco) è una valle laterale della Valle di Valles, la seconda a nord in direzione ovest-est della Val Pusteria. Anche se si unisce con la Valle di Valles, la valle fa parte del comprensorio di Maranza; è infatti raggiungibile da quest'ultimo paese, poiché l'ultimo tratto è ripido e boscoso e non è percorso da alcun sentiero.

## Geografia

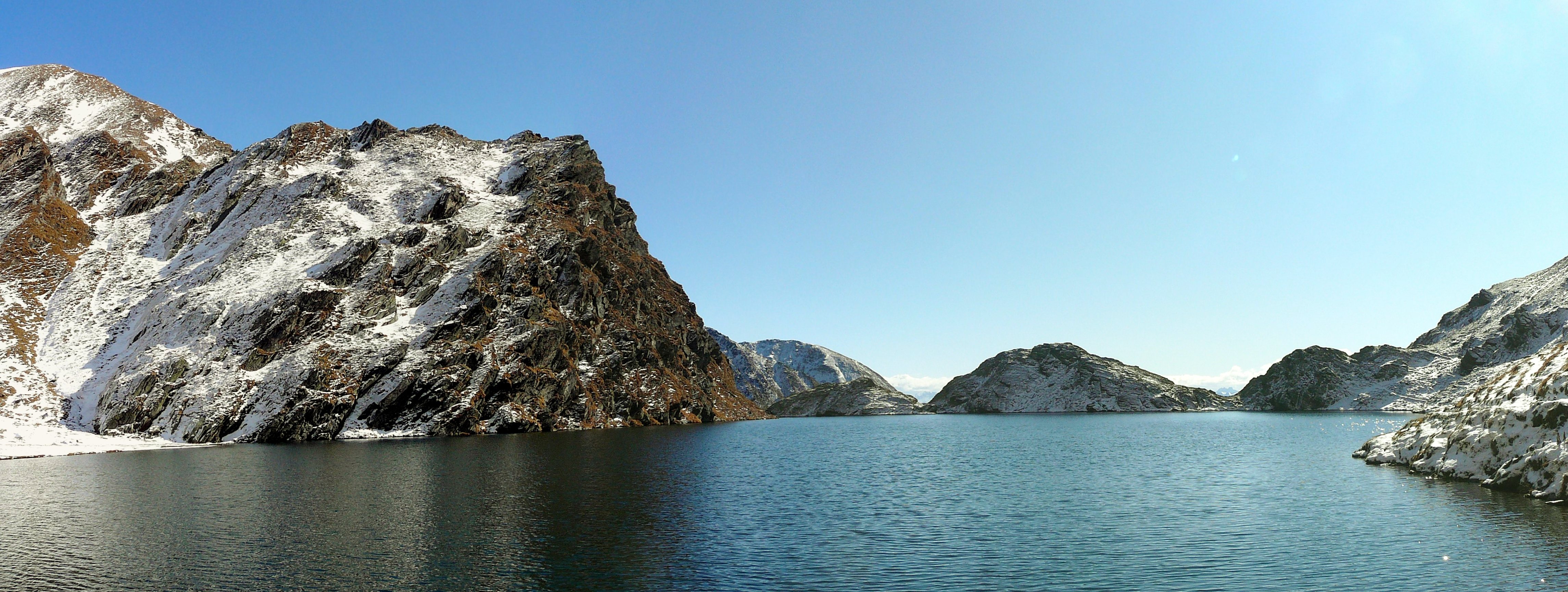
Il lago grande di Seefeld

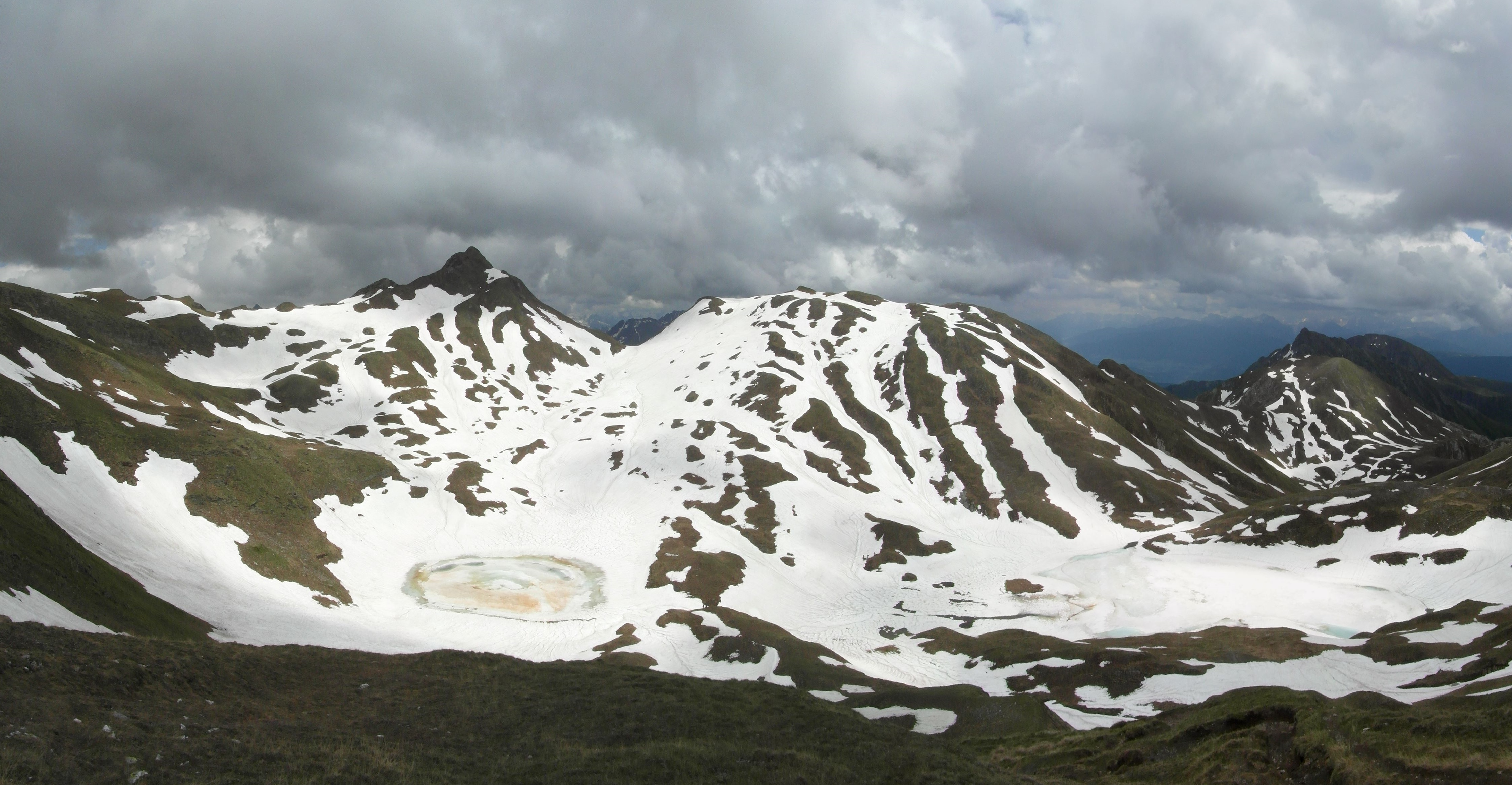
Il due laghi superiori

La valle si struttura nel seguente modo. Dopo la divisione dalla Valle di Valles rimane impervia, solo coperta da boschi e priva di sentiero. Da qui la valle si apre in un pianoro, dove si trova anche un parcheggio incustodito e a pagamento, raggiungibile in macchina da Maranza. Da qui la valle prosegue incontrando diverse malghe fino a raggiungere il rifugio Wieserhütte (a 1845 m).
Da qui la valle finisce e attraverso sentieri più pendenti si riesce a raggiungere il primo lago di Seefeld, il più grande a 2200 metri. Proseguendo lungo il sentiero si trovano gli altri due laghi, a quota 2500 metri. Proseguendo ulteriormente si può giungere alla vetta del Seefeldspitz, a 2.715 m d'altezza.

## Monti della valle
- Seefeldspitz - 2.715 m
- Cima della Capra o Gajsjoch-Gurnatsch - 2.641 m
- Monte Cuzzo o Gitschberg - 2.510 m
- Monte Kleingitsch - 2.262 m